# نجات (فیلم ۲۰۰۱)
نجات (به هندی: Moksha) فیلمی محصول سال ۲۰۰۱ و به کارگردانی آشوک مهتا است. در این فیلم بازیگرانی همچون آرجون رامپال، مانیشا کویرالا، کالپانا پاندیت، سورش اوبروی، سوشما ست، فریده جلال، دنی دنزونگپا، نصیرالدین شاه، کیران کومار، گلشن گروور و پارش راوال ایفای نقش کرده‌اند.